# Symplectoscyphus naumovi
Symplectoscyphus naumovi is een hydroïdpoliep uit de familie Sertulariidae. De poliep komt uit het geslacht Symplectoscyphus. Symplectoscyphus naumovi werd in 1969 voor het eerst wetenschappelijk beschreven door Blanco. 